# 吉汝乡 (亚东县)
吉汝乡（藏語：དགྱེས་རུ་，威利转写：dgyes ru），是中华人民共和国西藏自治区日喀则市亚东县下辖的一个乡镇级行政单位。

## 行政区划
吉汝乡下辖以下地区：
色热查村、增古村和曲旦查村。